# Öskemen
Öskemen (tiếng Kazakhstan: Өскемен) hoặc Ust-Kamenogorsk tiếng Nga: Усть-Каменогорск) là thủ phủ của tỉnh Đông Kazakhstan, Kazakhstan. Thành phố có sân bay Ust-Kamenogorsk.

## Lịch sử
Được thành lập năm 1720 tại hợp lưu của sông Irtysh và sông Ulba như một pháo đài và tiền đồn kinh doanh với tên là Ust-Kamennaya. Thành phố được thành lập năm 1720 theo lệnh của Nga hoàng Peter Đại đế, người đã gửi một đoàn thám hiểm quân sự dưới sự chỉ huy của thiếu tá Ivan Vasilievich Likharev đến tìm kiếm vàng Yarkenda. Đoàn thám hiểm của Likharev đi theo hướng ngược lên sông Irtysh đến hồ Zaysan. Ở đó, tại hợp lưu của Ulba và sông Irtysh pháo đài mới được xây dựng, pháo đài Ust-Kamennaya. Pháo đài Ust-Kamennaya xuất hiện trên bản đồ của Đế quốc Nga, cuối phía nam của dòng Irtysh. Năm 1868 thành phố trở thành thủ phủ của Oblast Semipalatinsk. Nó đã là địa điểm của người lưu vong trong 30 năm Georgy Malenkov, trong đó ông quản lý một nhà máy thủy điện địa phương. 
Thành phố phát triển thành một trung tâm khai thác mỏ và luyện kim lớn trong thời kỳ Liên Xô. Khai thác kim loại màu, đặc biệt là uranium, beryllium, tantali, đồng, bạc, chì, kẽm vẫn còn quan trọng. Nó là một trung tâm cho ngành công nghiệp xây dựng sản xuất nhà sản xuất và bê tông cốt sắt. Lịch sử sau chiến tranh công nghiệp của thành phố gắn bó rất chặt chẽ với dự án bom hạt nhân của Liên Xô, và thành phố do đó được đóng cửa với người bên ngoài. Một trong những doanh nghiệp công nghiệp chính, Ulba Metal Works (UMW) đã và đang sản xuất các sản phẩm uranium, được giữ hoàn toàn bí mật mặc dù nhà máy sử dụng hàng ngàn công nhân. Một vụ nổ tại dòng beryllium ở UMW trong năm 1990 đã dẫn đến sự khuếch tán của một "đám mây" có độc tính cao có chứa beryllium trên thành phố. Sự ảnh hưởng của sự cố này là không hoàn toàn được biết đến, một phần do thực tế rằng vụ việc đã được giữ bí mật của chính quyền Xô Viết.